# Ovidijus Galdikas
Ovidijus Galdikas (Kaunas, 4 settembre 1988) è un ex cestista lituano.